# Hadrovci (Kotor-Varoš)
Hadrovci (szerbül: Хадровци), falu Bosznia-Hercegovinában, a Bosanska Krajina keleti részén, Kotor-Varoš községben, a Szerb Köztársaságban. 

## Fekvése
A település Bosznia-Hercegovina északi részén, Banja Lukától légvonalban 20, közúton 32 km-re délkeletre, községközpontjától légvonalban 5, közúton 9 km-re nyugatra, a Čemernica-hegység keleti nyúlványain, 550-782 méteres magasságban található. 

## Népessége
| Nemzetiségi csoport | Népesség 1991 | Népesség 2013 |
| ------------------- | ------------- | ------------- |
| Szerb               | 23            | 0             |
| Bosnyák             | 607           | 146           |
| Horvát              | 3             | 0             |
| Jugoszláv           | 0             | 0             |
| Egyéb               | 0             | 0             |
| Összesen            | 633           | 146           |

## Története
A muszlim település 1878-ig tartozott az Oszmán Birodalomhoz, ekkor a berlini kongresszus határozata alapján az Osztrák-Magyar Monarchia része lett. 1879-ben az első osztrák-magyar népszámlálás során a Banja Luka-i járáshoz tartozó településnek 19 háztartása és 147 muszlim lakosa volt. 1910-ben a Kotor Varoš-i járáshoz tartozó településen 38 háztartást, 210 muszlim és 9 ortodox lakost találtak. A monarchia szétesésével 1918-ban előbb a Szerb-Horvát-Szlovén Királyság, majd 1929-től a Jugoszláv Királyság része lett. 1921-ben 209 lakosa volt, akik közül 196 muszlim bosnyák, 9 ortodox szerb és 4 római katolikus horvát volt. Az 1929-es törvény értelmében, amikor Bosznia-Hercegovinát négy banovinára, Drinskára, Vrbaskára, Zetskára és Primorskára osztották, a település a Vrbaska banovina része lett, amelynek székhelye Banja Luka volt. Jugoszlávia megszállása után a Független Horvát Állam (NDH) része lett. A második világháború után 1992-ig a szocialista Jugoszlávia részeként a Bosznia-Hercegovinai Népköztársasághoz tartozott. A boszniai háborúban a falu muszlim lakosságát elűzték, mecsetüket lerombolták. A boszniai háborút lezáró daytoni békeszerződést követő területfelosztásnál Kotor-Varoš község részeként a Szerb Köztársaság területéhez került.

## Nevezetességei
A falu mecsetét 1992-ben a boszniai szerb félkatonai erők tüzérséggel szétlőtték. A robbanások következtében az épület teljesen megsemmisült, romhalmazzá változott. A mecset kiégett, teteje teljesen megsemmisült, belseje és az ég felé nyílt. A főfalak többszörös lövedékbecsapódás miatt megsérülnek, de továbbra is állva maradnak a tetővonal magasságáig. A mecset bejárati karzata beomlott. A mecset minaretje közvetlenül az alapja fölött kettétört; a megmaradt csonkot egy robbanás törölte el. A mecsetet háború után újjáépíették.